# マニトバ州の旗

マニトバ州の旗

マニトバ州の旗 (flag of Manitoba) は、カナダのマニトバ州の州旗である。ユニオン・フラッグが左肩（カントン）に配されたレッド・エンサイン (Red Ensign) ベースの旗。右の赤地部分には、マニトバ州の盾の紋章が配されている。
盾の紋章は、上部がイングランドの国旗である聖ゲオルギウス十字（白地に赤十字）、下部は、かつてマニトバ州に多く生息していたバイソン（野牛）である。